# بيتشو ثيرومالا
ب،سافنكاينكاران ، المعروف باسم بيشو تهيرو مالا (13 فبراير 1942 - 26 نوفمبر 2021)، كان شاعرا غنائيًا هنديًا.   وهو معروف بابتكار أسلوب ترتيب الكلمات الجميلة في أغاني الافلام المالايالامية. في السينما المالايالامية، قاد بيشو ثريمولا مجموعة مؤلفي الأغاني الذين كتبوا الأغاني للألحان الجاهزة. حصل على جائزة ولاية كيرالا السينيمائية لأفضل شاعر غنائي مرتين. تتضمن مجموعة أفلامه المالايالامية الغزيرة العمل مع ملحنين بارزين مثل شبام، جي ديفرجان.